# Felicitas (zbiór opowiadań)
Felicitas – zbiór opowiadań fantastyczno-naukowych autorstwa Janusza A. Zajdla, wydany w formie e-booka przez BookRage w 2014 roku. Jest to trzeci tom opowiadań zebranych Zajdla, zawierających łącznie wszystkie opublikowane przez niego krótkie utwory literackie.  Zbiór obejmuje utwory napisane w latach 1976-1984.

## Spis treści
1. Po balu
2. Felicitas
3. Awaria
4. Stan spoczynku
5. Woda życia
6. Skok dodatni
7. ...et in pulverem reverteris.
8. Epizod bez następstw
9. Ogon diabła
10. Relacja z pierwszej ręki
11. Psy Agenora
12. Podwójna pętla
13. Adaptacja
14. Pełnia bytu
15. Operacja "Wiwarium"
16. Anomalia
17. Zabawa w berka
18. Wyższe racje
19. Welcome on the Earth
20. Utopia
21. Chrzest bojowy
22. Wyjątkowo trudny teren